# Gentianopsis komarovii
Горечавник Комарова (лат. Gentianopsis komarovii) — однолетнее или двулетнее травянистое растение; вид рода Горечавник (Gentianopsis) семейства Горечавковые (Gentianaceae).

## Ботаническое описание
Голое светло-зеленое многоцветковое растение высотой 35-60 см. Стебли прямые, выше основания сильно ветвистые, с верх направленными ветвями, заканчивающимися цветком (12-40 цветков на одном стебле). Прикорневые листья в розетке, продолговатые, тупые, опадающие к цветению. Стеблевые листья многочисленные, густо сидячие, ланцетно-линейные, заостренные, 2-4 см длиной, 1-3 мм шириной. Цветоножки длинные, верхушечных листьев при основании чашечки нет. Чашечка узко-колокольчатая, 20-34 мм длиной, в 1,5 раза короче венчика (иногда равна ему), зубцы неодинаковые, два более длинные. Венчик узко-колокольчато-трубчатый со светлой трубкой и светло-голубым отгибом 20-38 мм длиной. Коробочка продолговатая, суженная в ножку. Семена очень мелкие, 0,1-0,2 мм длиной, овальные, мелко и прозрачно-ячеистые.

## Распространение
Горечавник Комарова произрастает в кустарниках, на лугах и залежах на Дальнем Востоке.

## Химический состав
В траве и корнях горечавника Комарова обнаружены иридоидные гликозиды — логановая кислота, сверциамарин, сверозид, логанин, секологанин; флавоноиды — апигенин, апигенин-7-О-глюкозид, изовитексин (апигенин-6-С-глюкозид), акацетин-7-О-глюкозид, лютеолин, лютеолин-7-О-глюкозид, лютеолин-7-О-примверозид, лютеолин-7-О-гентиобиозид, изоориентин (лютеолин-6-С-глюкозид), изоориентин-7-О-глюкозид (лютонарин), хризоэриол-7-О-глюкозид, диосметин-7-О-глюкозид, диосметин-7-О-примверозид; ксантоны — декуссатин, декуссатин-1-О-примверозид, гентиакохианин (сверцианин), гентиакохианозид (гентиакохианин-8-О-примверозид), изогентиакохианозид (гентиакохианин-1-О-примверозид), гентиакаулеин, гентиакаулеин-1-О-глюкозид, гентиабаварозид (гентиабаварозид-1-О-примверозид), изогентиабаварозид (гентиабаварозид-7-О-примверозид).

## Биологическая активность
Экстракт горечавника Комарова в экспериментах на животных обладает желчегонной активностью.